# Gouvernement Kovačevski
République de Macédoine du Nord
Zaev II Xhaferi
Le gouvernement Kovačevski (en macédonien : Влада на Ковачевски) est le gouvernement de la république de Macédoine du Nord du 16 janvier 2022 au 28 janvier 2024, sous la 10e législature de l'Assemblée.
Il est dirigé par le social-démocrate Dimitar Kovačevski, successeur de Zoran Zaev après sa démission, et repose sur une coalition de quatre partis. Il succède au gouvernement Zaev II.

## Historique du mandat
Ce gouvernement est dirigé par le nouveau président du gouvernement social-démocrate Dimitar Kovačevski, précédemment ministre adjoint des Finances. Il est constitué et soutenu par une coalition entre l'Union sociale-démocrate de Macédoine (SDSM), l'Union démocratique pour l'intégration (BDI/DUI), Alternative (A) et le Parti libéral-démocrate (LDP). Ensemble, ils disposent de 64 députés, soit 53,3 % des sièges de l'Assemblée.
Il est formé à la suite de la démission de Zoran Zaev, au pouvoir depuis août 2020.
Il succède donc au gouvernement Zaev II.

### Formation
À la suite de la lourde défaite de l'Union sociale-démocrate aux élections municipales, Zoran Zaev annonce le 31 octobre 2021 son intention de démissionner de la direction du parti et du gouvernement. Une semaine plus tard, le dirigeant du principal parti d'opposition Hristijan Mickoski annonce déposer une motion de censure avec le soutien du Mouvement Besa, jusqu'ici membre de la majorité parlementaire, mais il échoue à une voix près lors du vote le 11 novembre,.
Le 6 décembre, Zoran Zaev conclut un accord avec le parti albanais Alternative pour remplacer Besa au sein de la majorité parlementaire, assurant la stabilité de la coalition gouvernementale. Dimitar Kovačevski est élu le 12 décembre président de la SDSM avec une confortable majorité, puis il se voit confier le 29 décembre le mandat de constituer un nouveau gouvernement après que Zaev a formellement démissionné.
Il présente son programme et son équipe aux députés le 16 janvier 2022, qui lui accordent leur confiance par 62 voix favorables.

### Succession
Le 28 janvier 2024, après la démission de Dimitar Kovačevski, Talat Xhaferi devient président du gouvernement, le premier membre de la minorité albanaise du pays à accéder à ce poste. Il est élu par l'Assemblée avec 65 voix pour, 3 contre et aucune abstention. Xhaferi est à la tête d'un gouvernement technique qu'il dirigera pendant cent jours, jusqu'aux élections législatives du 8 mai,.

## Composition

### Initiale (16 janvier 2022)
- Par rapport au gouvernement Zaev II, les nouveaux ministres sont indiqués en gras et ceux ayant changé d'attributions le sont en italique.

| Portefeuille | Nom | Nom | Nom                                  | Parti   |
| --- | --- | --- | ------------------------------------ | ------- |
| Président du gouvernement |     |     | Dimitar Kovačevski                   | SDSM    |
| Premier vice-président du gouvernement Ministre du Système politique et des Relations intercommunautaires                                       |     |     | Artan Grubi                          | BDI/DUI |
| Vice-présidente du gouvernement Déléguée à la Lutte contre la corruption et la criminalité, au Développement durable et aux Ressources humaines |     |     | Slavica Grkovska                     | SDSM    |
| Vice-président du gouvernement Délégué aux Affaires européennes                                                                                 |     |     | Bojan Maričiḱ                        | SDSM    |
| Vice-président du gouvernement Délégué aux Affaires économiques, à la Coordination économique et aux Investissements                            |     |     | Fatmir Bitiḱi                        | SDSM    |
| Ministre de la Défense |     |     | Slavjanka Petrovska                  | SDSM    |
| Ministre de l'Intérieur |     |     | Oliver Spasovski                     | SDSM    |
| Ministre de la Justice |     |     | Nikola Tupančevski                   | Aucun   |
| Ministre des Affaires étrangères |     |     | Bujar Osmani                         | BDI/DUI |
| Ministre des Finances |     |     | Fatmir Besimi                        | BDI/DUI |
| Ministre de l'Économie |     |     | Krešnik Bekteši                      | BDI/DUI |
| Ministre de l'Agriculture, des Forêts et des Eaux                                                                                               |     |     | Ljupčo Nikolovski                    | SDSM    |
| Ministre de la Santé |     |     | Bekim Sali                           | A       |
| Ministre de l'Éducation et de la Science |     |     | Jeton Shaqiri                        | BDI/DUI |
| Ministre du Travail et de la Politique sociale                                                                                                  |     |     | Jovana Trenčevska                    | SDSM    |
| Ministre des Collectivités locales |     |     | Goran Milevski (jusqu'au 30/10/2022) | LDP     |
| Ministre des Collectivités locales |     |     | Risto Penov                          | LDP     |
| Ministre de la Culture |     |     | Bisera Kostadinovska Stojčevska      | SDSM    |
| Ministre de la Société de l'information et de l'Administration                                                                                  |     |     | Admirim Aliti                        | A       |
| Ministre des Transports et des Communications                                                                                                   |     |     | Blagoj Bočvarski                     | SDSM    |
| Ministre de l'Environnement et de l'Aménagement du territoire                                                                                   |     |     | Naser Nuredini                       | BDI/DUI |
| Ministre de la Diaspora |     |     | Xhemail Xhupi                        | A       |

### Remaniement du 28 février 2023
- Les nouveaux ministres sont indiqués en gras et ceux ayant changé d'attributions le sont en italique.

| Portefeuille | Nom | Nom | Nom                             | Parti   |
| --- | --- | --- | ------------------------------- | ------- |
| Président du gouvernement |     |     | Dimitar Kovačevski              | SDSM    |
| Premier vice-président du gouvernement Ministre du Système politique et des Relations intercommunautaires                                       |     |     | Artan Grubi                     | BDI/DUI |
| Vice-présidente du gouvernement Déléguée à la Lutte contre la corruption et la criminalité, au Développement durable et aux Ressources humaines |     |     | Slavica Grkovska                | SDSM    |
| Vice-président du gouvernement Délégué aux Affaires européennes                                                                                 |     |     | Bojan Maričiḱ                   | SDSM    |
| Vice-président du gouvernement Délégué aux Affaires économiques, à la Coordination économique et aux Investissements                            |     |     | Fatmir Bitiḱi                   | SDSM    |
| Ministre de la Défense |     |     | Slavjanka Petrovska             | SDSM    |
| Ministre de l'Intérieur |     |     | Oliver Spasovski                | SDSM    |
| Ministre de la Justice |     |     | Krenar Loga                     | AA      |
| Ministre des Affaires étrangères |     |     | Bujar Osmani                    | BDI/DUI |
| Ministre des Finances |     |     | Fatmir Besimi                   | BDI/DUI |
| Ministre de l'Économie |     |     | Krešnik Bekteši                 | BDI/DUI |
| Ministre de l'Agriculture, des Forêts et des Eaux                                                                                               |     |     | Ljupčo Nikolovski               | SDSM    |
| Ministre de la Santé |     |     | Fatmir Mexhiti                  | AA      |
| Ministre de l'Éducation et de la Science |     |     | Jeton Shaqiri                   | BDI/DUI |
| Ministre du Travail et de la Politique sociale                                                                                                  |     |     | Jovana Trenčevska               | SDSM    |
| Ministre des Collectivités locales |     |     | Risto Penov                     | LDP     |
| Ministre de la Culture |     |     | Bisera Kostadinovska Stojčevska | SDSM    |
| Ministre de la Société de l'information et de l'Administration                                                                                  |     |     | Azir Aliu                       | AA      |
| Ministre des Transports et des Communications                                                                                                   |     |     | Blagoj Bočvarski                | SDSM    |
| Ministre de l'Environnement et de l'Aménagement du territoire                                                                                   |     |     | Kaja Choukova                   | SDSM    |